# Hospital Mãe de Deus

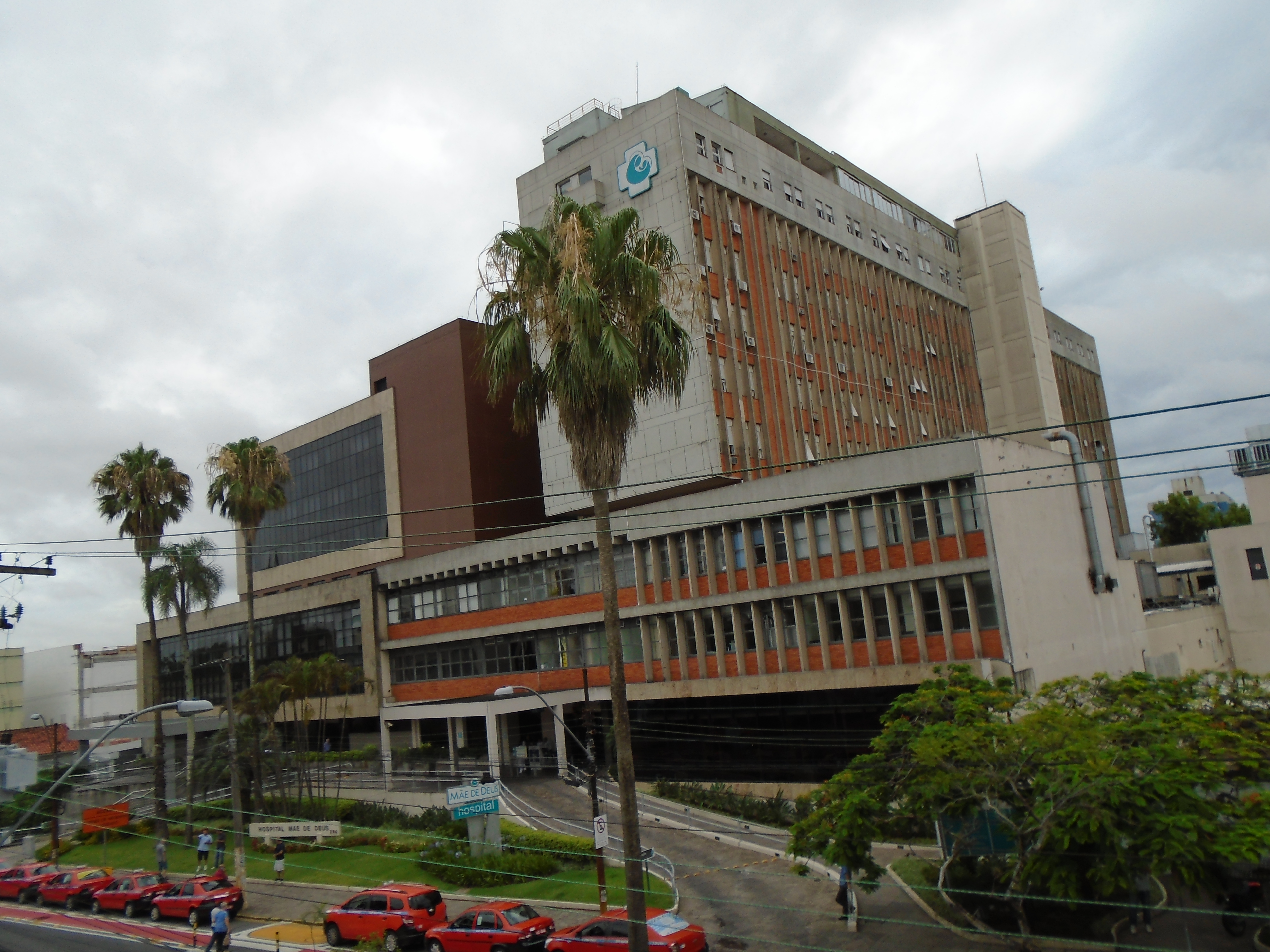
Fachada do Hospital Mãe de Deus em dezembro de 2016

O Hospital Mãe de Deus é um hospital localizado na cidade de Porto Alegre, no estado do Rio Grande do Sul. É uma obra da Congregação Carlista-Scalabriniana de São Carlos Borromeu.
Nasceu do desafio feito em 1963 pelo padre Luiz Gonzaga Jaeger SJ à Irmã Maria Jacomina Veronese, então secretária provincial, no sentido de construir em Porto Alegre um novo hospital. Funcionou, inicialmente, como ambulatório, com a ajuda de quatro médicos voluntários e uma irmã enfermeira.
Em 1.º de junho de 1979, inaugurou-se o hospital, sendo iniciados os serviços de internação com 40 leitos. Hoje, o Mãe de Deus está entre as instituições de saúde que mais crescem na qualidade e quantidade de serviços e produtos assistenciais disponibilizados à comunidade.
Foi no Mãe de Deus que faleceu, em 25 de fevereiro de 1996, o renomado escritor brasileiro Caio Fernando Abreu, devido a complicações causadas pela AIDS.